# Matthias Ginter
Matthias Lukas Ginter, né le 19 janvier 1994 à Fribourg-en-Brisgau (Allemagne), est un footballeur international allemand qui joue au poste de défenseur central au SC Fribourg. Il peut aussi jouer au poste de latéral droit et de milieu défensif. 
Il a fait partie de l'équipe d'Allemagne de football qui a remporté la Coupe du monde 2014.

## Biographie

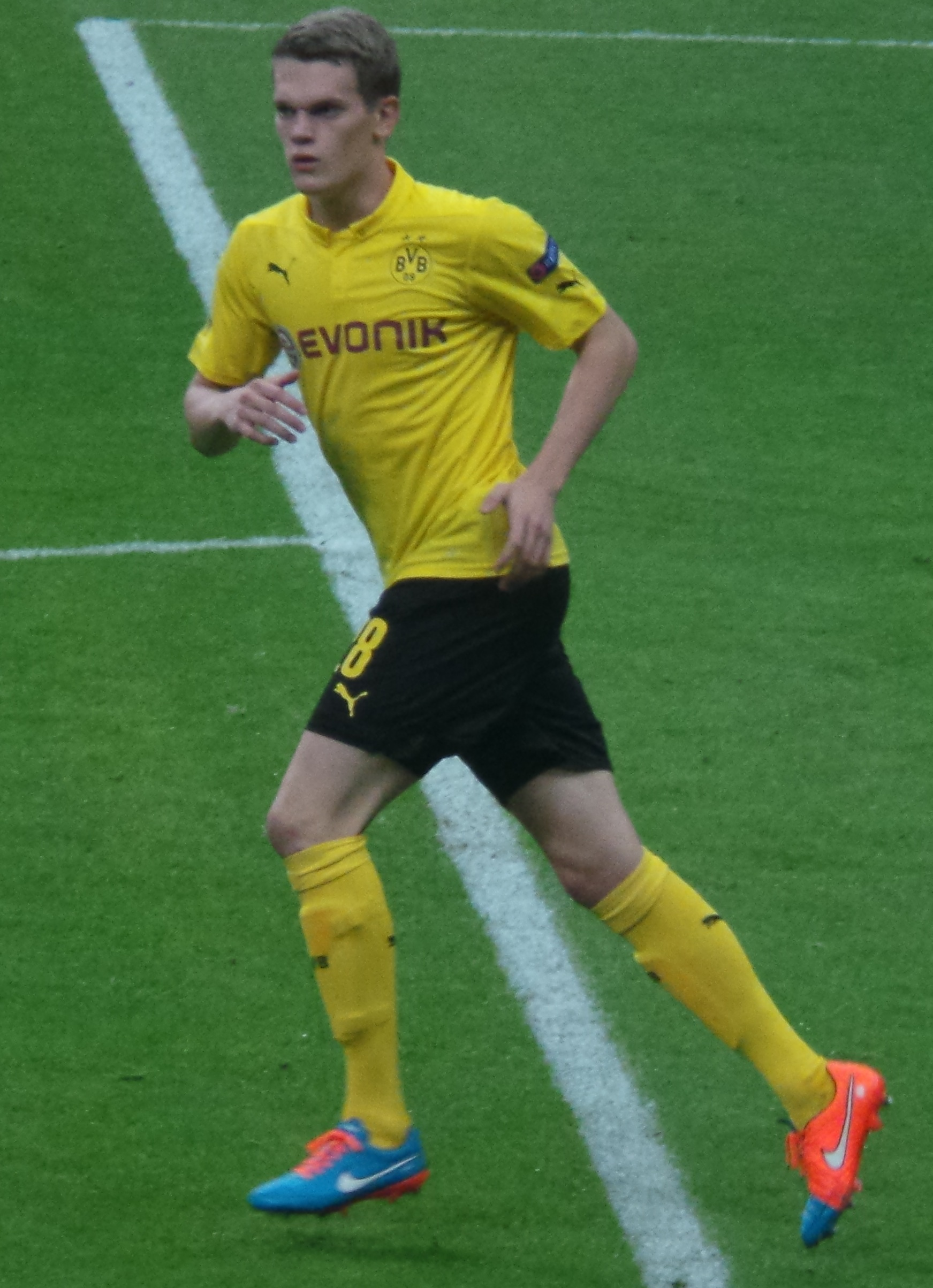
Matthias Ginter sous les couleurs du Borussia Dortmund.

Ginter a commencé sa carrière au SC March avant de rejoindre les équipes de jeunes du SC Fribourg en 2005.

### Carrière en club

#### SC Fribourg (2012-2014)
Le 21 décembre 2012, il entre à la 70e minute en remplacement d'Anton Putsila et dispute ses premières minutes en Bundesliga. Il inscrit l'unique but du match à la 88e minute et offre la victoire à son équipe. Grâce à ce but, il devient le plus jeune buteur de l'histoire du club à 18 ans et 2 jours.

#### Borussia Dortmund (2014-2017)
Le 17 juillet 2014, il signe un contrat de cinq ans en faveur du Borussia Dortmund.
Lors du début de la saison 2015-2016, il est replacé arrière droit pour pallier les blessures de Łukasz Piszczek. Lors de la saison 2016-2017, il remporte la coupe d'Allemagne.

#### Borussia Mönchengladbach (2017-2022)
Le 4 juillet 2017, il est transféré au Borussia Mönchengladbach. Acheté pour 17 millions d'euros, Ginter est la recrue la plus chère de l'histoire de Mönchengladbach, record qui sera battu par l'arrivée d'Alassane Pléa l'été suivant pour 23 millions. Ginter justifie son prix car il marque 5 buts en 34 matchs lors de sa première saison à Gladbach et il réalisera une très bonne saison 2018-2019 et 2019-2020 à Gladbach ou il s'impose comme le taulier de la défense centrale. Il réalise un parcours européen avec Gladbach durant la saison 2020-2021 jusqu'en huitième de finale de Ligue des champions éliminé sur un score cumulé de 4-0 par Manchester City malgré une huitième place en Bundesliga. Ginter quitte le club en 2022 après une saison moyenne sans parcours européen avec une élimination en huitième de finale de la coupe d'Allemagne par Hanovre 96 (défaite 3-0) et dixième au classement de la Bundesliga. 

#### Retour au SC Fribourg (depuis 2022)
Après une dernière saison moyenne à Mönchengladbach et une place de titulaire perdue en équipe nationale, Ginter rejoint le SC Fribourg gratuitement où il retrouve Christian Streich qui l'a lancé comme professionnel. 
Il dispute son premier match, le 31 juillet 2022 en coupe d'Allemagne contre le FC Kaiserslautern (victoire 2-1) après prolongation. Il marque son premier but pour son retour à Fribourg au match suivant contre le FC Augsbourg (victoire 0-4) dans le cadre de la première journée de la Bundesliga 2022-2023.

### Équipe d'Allemagne
Il est appelé pour la première fois en sélection chez les A, le 28 février 2014, pour affronter en match amical le Chili le 5 mars 2014 à Stuttgart.
Il est sélectionné dans la liste des 23 Allemands pour disputer la Coupe du monde mais ne participe à aucune rencontre du tournoi remporté par son pays. 
Alors qu'il avait déjà été sélectionné en équipe nationale A, Ginter est convoqué par Horst Hrubesch pour disputer l'Euro espoirs 2015 avec l'Allemagne espoirs. Titulaire lors des demi-finales face au Portugal, Ginter et ses coéquipiers encaissent cinq buts. L'Allemagne espoirs est éliminée du tournoi à l'issue du match qui sera la plus lourde défaite de l'histoire de l'équipe (0-5). 
En 2016, Ginter est sélectionné par Horst Hrubesch pour représenter l'Allemagne aux Jeux olympiques de Rio. L'Allemagne arrive en finale mais s'incline face au Brésil aux tirs au but, bien que Ginter ait marqué son pénalty.
En 2017, il remporte la Coupe des confédérations en Russie. Avec Julian Draxler et Shkodran Mustafi, il est le seul membre du groupe champion du monde en 2014 à avoir remporté ce trophée. 
En 2018, il est sélectionné par Joachim Löw pour disputer la Coupe du monde 2018, ce sera sa deuxième coupe du monde. Ginter entre en jeu lors du dernier match de préparation allemand face à l'Arabie saoudite, mais ne joue à nouveau pas durant le Mondial.
Après avoir été utilisé comme un joueur secondaire, Ginter gagne petit à petit du temps de jeu et devient un titulaire indiscutable en sélection depuis le renvoi de Mats Hummels et Jérôme Boateng de la sélection qui l’empêchait d'avoir sa place en équipe nationale. Il réalise une grande performance lors d'un match de qualifications contre les Pays-Bas (victoire 3-2). Le 16 novembre 2019, il inscrit son premier but en équipe nationale lors du match retour de qualification contre la Biélorussie (victoire 4-0).
L'Allemagne participe à la  Ligue des nations, une compétition qu'il réalise à demi-teinte durant laquelle il se met beaucoup plus en évidence offensivement (deux passes décisives et un but en six matchs) tout comme des matchs ratés défensivement. Il fait notamment partie des joueurs fautifs durant l'humiliation contre l'Espagne (défaite 6-0) qui empêche l'Allemagne d'aller en demi-finale de la compétition.
Il est convoqué à disputer l'Euro 2020 et dispute cette fois-ci l'intégralité des matchs contrairement au deux coupes du monde 2014 et 2018. Malgré l'élimination précoce de l'Allemagne par l'Angleterre (défaite 2-0) en huitième de finale, Ginter réalise de bonnes performances et réalise un Euro bien meilleur que Mats Hummels et Antonio Rüdiger évoluant pourtant dans de plus gros clubs et le deuxième à gagner la Ligue des champions. Grâce à ces bonnes performances, Ginter est convoité par les trois grands clubs espagnols ce qui crée des doutes sur son avenir à Gladbach.
L'arrivée d'Hansi Flick comme sélectionneur lui fait perdre sa place de titulaire lui préférant Niklas Süle, Antonio Rüdiger, Nico Schlotterbeck ou Thilo Kehrer malgré l'absence de Mats Hummels des listes du nouveau sélectionneur.
Il n'est d'ailleurs pas retenu dans la liste pour disputer la Ligue des nations en juin 2022.
Revenu avec un bon niveau au SC Fribourg, Hans-Dieter Flick le rappelle pour disputer la Ligue des nations en septembre 2022 dans le cadre des matchs contre la Hongrie et l'Angleterre.
Le 10 novembre 2022, il est sélectionné par Hansi Flick pour participer à la Coupe du monde 2022.
Le 16 novembre 2022, il dispute sa première sélection depuis un an en jouant une mi-temps d'un match amical contre Oman (victoire 0-1).

### Style de jeu
Ginter est un joueur très propre dans ses tacles et dans ses duels, ce qui le conduit à récolter peu de cartons jaunes et de n'avoir connu ni suspension ni expulsion durant toute sa carrière. Cette propreté s’explique aussi par son aisance technique qui lui permet de réaliser de bonnes montées et de distribuer des passes très précises à ses coéquipiers. De plus, Ginter est un joueur très combatif et qui met beaucoup d'intensité dans ses duels tout en ne faisant que très peu de fautes.

### Vie privée
Il a un frère aîné Niklas Ginter qui n'a pas réussi à mener une carrière de footballeur en raison de blessures récurrentes qui s'est reconverti agent de joueur. Il s'occupe d'ailleurs de la carrière de Ginter.
Le 1er juin 2018, il épouse Christina Raphaella avec laquelle il est en couple depuis 2015 et de cette union est né deux fils Matteo, le 19 janvier 2020, soit le jour de son 26e anniversaire et Milan, le 24 avril 2024.

### Engagements caritatifs
En 2018, il crée une association avec sa femme Christina s'occupant de même problèmes que l'association créée en 2015 par Toni Kroos appelée Matthias Ginter Stiftung qui consiste à aider des enfants malades, handicapés tout en leur offrant un soutien moral dans sa région natale autour de Fribourg-en-Brisgau. 
Il participe à la campagne du 25 novembre 2020 lancée par la FIFA et l'UEFA contre les violences faites aux femmes. D'autres footballeurs ou retraités du football ont participé à cette campagne tels que Marco Materazzi et David James.

### Anecdotes
Durant sa carrière, il est un des rares footballeurs à avoir survécu à deux attaques terroristes. Il fait partie des survivants du attentats du 13 novembre 2015 en France car il fait partie des joueurs disputant le match France-Allemagne lorsqu'une explosion retentit devant le Stade de France seulement quelques heures après l'évacuation de l'hôtel dans lequel les joueurs allemands étaient hébergés pour « alerte à la bombe ». 
Il a aussi survécu à l'attaque terroriste du 11 avril 2017 à Dortmund visant le bus qui transportait les joueurs du Borussia Dortmund qui se rendaient pour disputer un match. Il témoignera d'ailleurs comme partie civile lors du procès de l'auteur de l'attaque et ne pourra pas retenir ses larmes lors du procès. Il raconte même qu'après cette attaque, il avait hésité à arrêter sa carrière de footballeur prématurément à l'âge de 23 ans mais il reviendra sur sa décision, il dira d'ailleurs à ce sujet « Je me suis dis à quoi cela sert de prendre tant de risques mais je me suis dis que je ne pouvais pas arrêter quelque chose qui me donne de la passion ». Ce qui illustre la force de caractère du joueur et de la passion qu'il a pour son métier. Cette attaque serait d'ailleurs l'une des raisons pour laquelle il a quitté le club trois mois plus tard pour rejoindre le Borussia Mönchengladbach.

## Palmarès

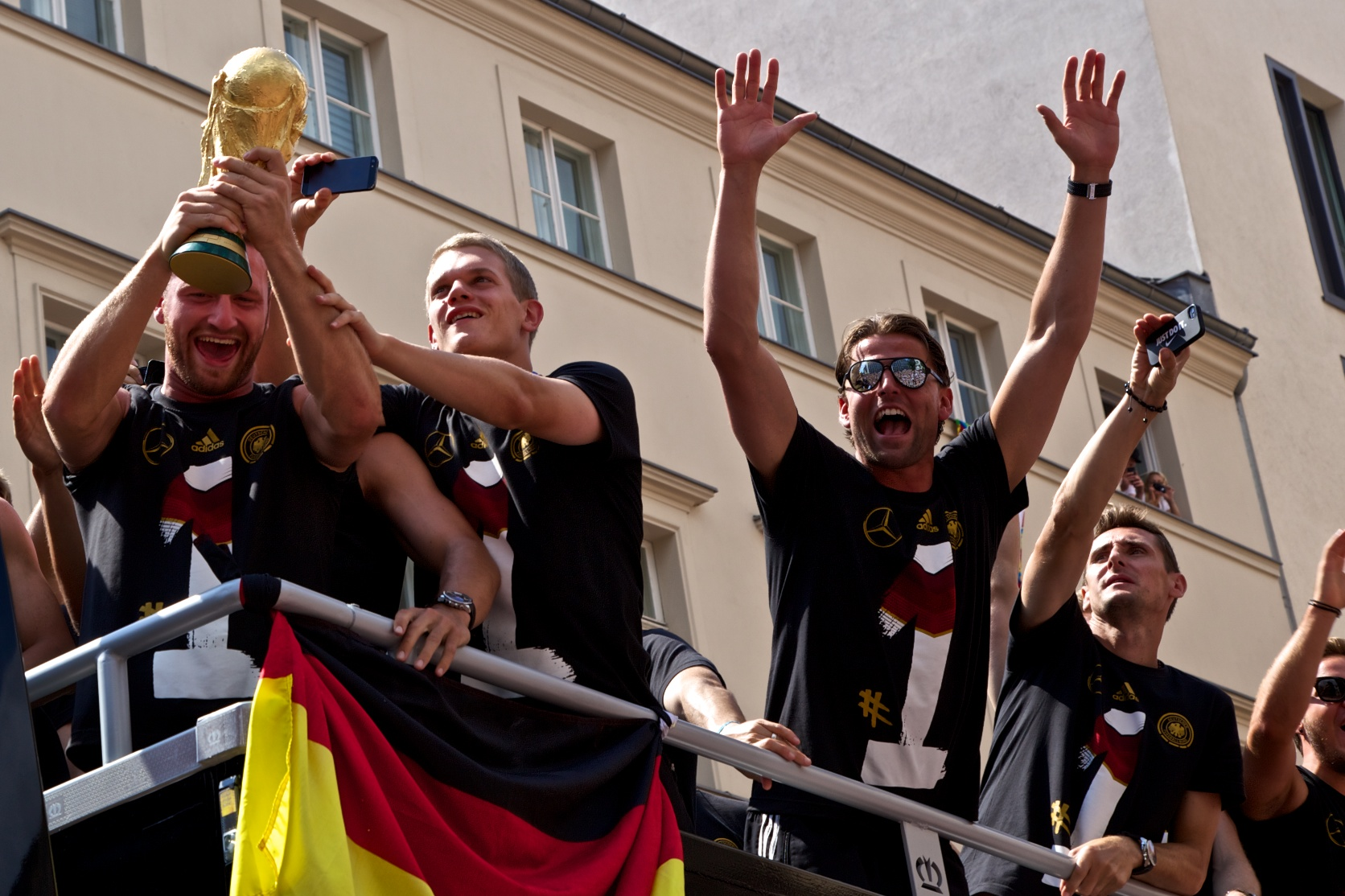
Ginter célébrant le titre de champion du monde de l'Allemagne avec ses coéquipiers.

### En Club
- Borussia Dortmund
  - Vainqueur de la DFL-Supercup en 2014
  - Vainqueur de la Coupe d'Allemagne en 2017

### En Sélection
- Allemagne
  - Vainqueur de la Coupe du monde en 2014
  - Vainqueur de la Coupe des confédérations en 2017
- Allemagne Olympique
  - Médaille d'argent aux Jeux Olympiques en 2016

## Distinctions individuelles
Médaille Fritz Walter en 2012 et 2013
Membre de l'équipe-type de Bundesliga  en 2020 et 2021

## Statistiques
| Saison                | Club                     | Championnat           | Championnat | Championnat | Coupe(s) nationale(s) | Coupe(s) nationale(s) | Supercoupe | Supercoupe | Compétition(s) continentale(s) | Compétition(s) continentale(s) | Compétition(s) continentale(s) | Allemagne | Allemagne | Total | Total |
| Saison                | Club                     | Division              | M.          | B.          | M.                    | B.                    | M.         | B.         | Comp.                          | M.                             | B.                             | M.        | B.        | M.    | B.    |
| 2011-2012             | SC Fribourg              | Bundesliga            | 13          | 1           | -                     | -                     | -          | -          | -                              | -                              | -                              | -         | -         | 13    | 1     |
| 2012-2013             | SC Fribourg              | Bundesliga            | 23          | 1           | 3                     | 0                     | -          | -          | -                              | -                              | -                              | -         | -         | 26    | 1     |
| 2013-2014             | SC Fribourg              | Bundesliga            | 34          | 0           | 3                     | 2                     | -          | -          | C3                             | 5                              | 1                              | 2         | 0         | 44    | 3     |
| Sous-total            | Sous-total               | Sous-total            | 70          | 2           | 6                     | 2                     | 0          | 0          | -                              | 5                              | 1                              | 2         | 0         | 83    | 5     |
| 2014-2015             | Borussia Dortmund        | Bundesliga            | 14          | 0           | 1                     | 0                     | 1          | 0          | C1                             | 5                              | 0                              | 3         | 0         | 24    | 0     |
| 2015-2016             | Borussia Dortmund        | Bundesliga            | 24          | 3           | 5                     | 0                     | -          | -          | C3                             | 11                             | 1                              | 4         | 0         | 44    | 4     |
| 2016-2017             | Borussia Dortmund        | Bundesliga            | 29          | 0           | 5                     | 0                     | -          | -          | C1                             | 8                              | 0                              | 5         | 0         | 47    | 0     |
| Sous-total            | Sous-total               | Sous-total            | 67          | 3           | 11                    | 0                     | 1          | 0          | -                              | 24                             | 0                              | 13        | 0         | 116   | 3     |
| 2017-2018             | Borussia Mönchengladbach | Bundesliga            | 34          | 5           | 3                     | 0                     | -          | -          | -                              | -                              | -                              | 4         | 0         | 41    | 5     |
| 2018-2019             | Borussia Mönchengladbach | Bundesliga            | 27          | 2           | 2                     | 0                     | -          | -          | -                              | -                              | -                              | 8         | 0         | 37    | 2     |
| 2019-2020             | Borussia Mönchengladbach | Bundesliga            | 31          | 1           | 1                     | 0                     | -          | -          | C3                             | 4                              | 0                              | 3         | 1         | 39    | 2     |
| 2020-2021             | Borussia Mönchengladbach | Bundesliga            | 34          | 2           | 4                     | 0                     | -          | -          | C1                             | 8                              | 0                              | 14        | 1         | 60    | 3     |
| 2021-2022             | Borussia Mönchengladbach | Bundesliga            | 28          | 1           | 3                     | 0                     | -          | -          | -                              | -                              | -                              | 2         | 0         | 33    | 1     |
| Sous-total            | Sous-total               | Sous-total            | 154         | 11          | 13                    | 0                     | 1          | 0          | -                              | 12                             | 0                              | 31        | 1         | 211   | 12    |
| 2022-2023             | SC Fribourg              | Bundesliga            | 34          | 4           | 5                     | 1                     | -          | -          | C3                             | 8                              | 0                              | 3         | 0         | 50    | 5     |
| 2023-2024             | SC Fribourg              | Bundesliga            | 22          | 0           | 2                     | 0                     | -          | -          | C3                             | 9                              | 0                              | -         | -         | 33    | 0     |
| 2024-2025             | SC Fribourg              | Bundesliga            | 32          | 2           | 2                     | 1                     | -          | -          | -                              | -                              | -                              | -         | -         | 34    | 3     |
| 2025-2026             | SC Fribourg              | Bundesliga            | 0           | 0           | 1                     | 0                     | -          | -          | C3                             | -                              | -                              | -         | -         | 1     | 0     |
| Sous-total            | Sous-total               | Sous-total            | 88          | 6           | 10                    | 1                     | 0          | 0          | -                              | 17                             | 0                              | 5         | 0         | 120   | 7     |
| Total sur la carrière | Total sur la carrière    | Total sur la carrière | 377         | 20          | 40                    | 3                     | 1          | 0          | -                              | 58                             | 1                              | 51        | 2         | 527   | 26    |

### Buts de Matthias Ginter
|    | Date              | Lieu                                                | Adversaire          | Score | Résultat | Compétition                 | Type de but | Passeur décisif     |
| -- | ----------------- | --------------------------------------------------- | ------------------- | ----- | -------- | --------------------------- | ----------- | ------------------- |
| 1  | 21 janvier 2012   | Schwarzwald-Stadion, Fribourg-en-Brisgau, Allemagne | FC Augsbourg        | 1-0   | 1-0      | Bundesliga 2011-2012        | Tête        | Michael Lumb        |
| 2  | 16 février 2013   | Weserstadion, Brême, Allemagne                      | Werder Brême        | 2-3   | 2-3      | Bundesliga 2012-2013        | Pied droit  |                     |
| 3  | 25 septembre 2013 | Schwarzwald-Stadion, Fribourg-en-Brisgau, Allemagne | VfB Stuttgart       | 1-0   | 2-1      | Coupe d'Allemagne 2013-2014 | Tête        | Jonathan Schmid     |
| 4  | 28 novembre 2013  | Stadion u Nisy, Liberec, Tchéquie                   | Slovan Liberec      | 0-1   | 1-2      | Ligue Europa 2013-2014      | Pied droit  | Sebastian Kerk      |
| 5  | 4 décembre 2013   | Schwarzwald-Stadion, Fribourg-en-Brisgau, Allemagne | Bayer Leverkusen    | 1-1   | 1-2      | Coupe d'Allemagne 2013-2014 | Tête        | Vladimír Darida     |
| 6  | 6 août 2022       | WWK Arena, Augsbourg, Allemagne                     | FC Augsbourg        | 0-3   | 0-4      | Bundesliga 2022-2023        | Pied droit  | Michael Gregoritsch |
| 7  | 3 septembre 2022  | BayArena, Leverkusen, Allemagne                     | Bayer Leverkusen    | 1-1   | 2-3      | Bundesliga 2022-2023        | Tête        | Vincenzo Grifo      |
| 8  | 19 octobre 2022   | Europa-Park-Stadion, Fribourg-en-Brisgau, Allemagne | FC St. Pauli        | 1-1   | 2-1      | Coupe d'Allemagne 2022-2023 | Tête        | Yannik Keitel       |
| 9  | 25 janvier 2023   | Europa-Park-Stadion, Fribourg-en-Brisgau, Allemagne | Eintracht Francfort | 1-1   | 1-1      | Bundesliga 2022-2023        | Tête        | Christian Günter    |
| 10 | 23 avril 2023     | Europa-Park-Stadion, Fribourg-en-Brisgau, Allemagne | FC Schalke 04       | 4-0   | 4-0      | Bundesliga 2022-2023        | Pied Gauche | Merlin Röhl         |
| 11 | 30 octobre 2024   | Europa-Park-Stadion, Fribourg-en-Brisgau, Allemagne | Hambourg SV         | 1-0   | 2-1      | Coupe d'Allemagne 2024-2025 | Tête        | Vincenzo Grifo      |
| 12 | 8 décembre 2024   | Rhein-Neckar-Arena, Sinsheim, Allemagne             | TSG Hoffenheim      | 0-1   | 1-1      | Bundesliga 2024-2025        | Pied Droit  | Vincenzo Grifo      |
| 13 | 25 janvier 2025   | Europa-Park-Stadion, Fribourg-en-Brisgau, Allemagne | Bayern Munich       | 1-2   | 1-2      | Bundesliga 2024-2025        | Tête        | Ritsu Doan          |

|   | Date              | Lieu                                    | Adversaire    | Score | Résultat | Compétition            | Type de but | Passeur décisif    |
| - | ----------------- | --------------------------------------- | ------------- | ----- | -------- | ---------------------- | ----------- | ------------------ |
| 1 | 23 août 2015      | Audi-Sportpark, Ingolstadt, Allemagne   | FC Ingolstadt | 0-1   | 0-4      | Bundesliga 2015-2016   | Pied Gauche | Henrikh Mkhitaryan |
| 2 | 17 septembre 2015 | Signal Iduna Park, Dortmund, Allemagne  | FK Krasnodar  | 1-1   | 2-1      | Ligue Europa 2015-2016 | Tête        | Ju-ho Park         |
| 3 | 8 novembre 2015   | Signal Iduna Park, Dortmund, Allemagne  | Schalke 04    | 2-1   | 3-2      | Bundesliga 2015-2016   | Tête        | Henrikh Mkhitaryan |
| 4 | 10 avril 2016     | Veltins-Arena, Gelsenkirchen, Allemagne | Schalke 04    | 1-2   | 2-2      | Bundesliga 2015-2016   | Tête        | Henrikh Mkhitaryan |

|    | Date              | Lieu                                      | Adversaire          | Score | Résultat | Compétition          | Type de but | Passeur décisif  |
| -- | ----------------- | ----------------------------------------- | ------------------- | ----- | -------- | -------------------- | ----------- | ---------------- |
| 1  | 30 septembre 2017 | Borussia-Park, Mönchengladbach, Allemagne | Hanovre 96          | 1-0   | 2-1      | Bundesliga 2017-2018 | Pied droit  | Michaël Cuisance |
| 2  | 28 octobre 2017   | Rhein-Neckar-Arena, Sinsheim, Allemagne   | TSG Hoffenheim      | 1-2   | 1-3      | Bundesliga 2017-2018 | Pied droit  | Vincenzo Grifo   |
| 3  | 25 novembre 2017  | Borussia-Park, Mönchengladbach, Allemagne | Bayern Munich       | 1-0   | 2-1      | Bundesliga 2017-2018 | Pied droit  | Lars Stindl      |
| 4  | 20 janvier 2018   | Borussia-Park, Mönchengladbach, Allemagne | FC Augsbourg        | 1-0   | 2-0      | Bundesliga 2017-2018 | Tête        | Thorgan Hazard   |
| 5  | 17 mars 2018      | Borussia-Park, Mönchengladbach, Allemagne | TSG Hoffenheim      | 3-3   | 3-3      | Bundesliga 2017-2018 | Pied droit  | Raffael          |
| 6  | 15 septembre 2018 | Borussia-Park, Mönchengladbach, Allemagne | Schalke 04          | 1-0   | 2-1      | Bundesliga 2018-2019 | Tête        | Jonas Hofmann    |
| 7  | 4 mai 2019        | Borussia-Park, Mönchengladbach, Allemagne | TSG Hoffenheim      | 1-1   | 2-2      | Bundesliga 2018-2019 | Pied gauche |                  |
| 8  | 22 février 2020   | Borussia-Park, Mönchengladbach, Allemagne | TSG Hoffenheim      | 1-0   | 1-1      | Bundesliga 2019-2020 | Pied droit  | Marcus Thuram    |
| 9  | 24 octobre 2020   | Opel Arena, Mayence, Allemagne            | FSV Mainz           | 2-3   | 2-3      | Bundesliga 2020-2021 | Tête        | Jonas Hofmann    |
| 10 | 17 avril 2021     | Borussia-Park, Mönchengladbach, Allemagne | Eintracht Francfort | 1-0   | 4-0      | Bundesliga 2020-2021 | Tête        | Jonas Hofmann    |
| 11 | 12 mars 2022      | Borussia-Park, Mönchengladbach, Allemagne | Hertha Berlin       | 2-0   | 2-0      | Bundesliga 2021-2022 | Tête        | Luca Netz        |

## En sélection
Liste des matchs internationaux
|       | Date               | Lieu                                            | Adversaire        | Résultat | Buts | Passes | Compétition                                         | Note                                                         |
| ----- | ------------------ | ----------------------------------------------- | ----------------- | -------- | ---- | ------ | --------------------------------------------------- | ------------------------------------------------------------ |
| 1     | 5 mars 2014        | Mercedes-Benz Arena, Stuttgart, Allemagne       | Chili             | 1-0      |      |        | Match amical                                        | Entrée en jeu à la place de Mesut Özil à la 89éme minute     |
| 2     | 13 mai 2014        | Volksparkstadion, Hambourg, Allemagne           | Pologne           | 0-0      |      |        | Match amical                                        | Titulaire                                                    |
| 3     | 3 septembre 2014   | Merkur Spiel-Arena, Düsseldorf, Allemagne       | Argentine         | 2-4      |      |        | Match amical                                        | Titulaire                                                    |
| 4     | 7 septembre 2014   | Signal Iduna Park, Dortmund, Allemagne          | Écosse            | 2-1      |      |        | Eliminatoires Euro 2016                             | Entrée en jeu à la place de Marco Reus à la 90+2e minute     |
| 5     | 14 octobre 2014    | Veltins-Arena, Gelsenkirchen                    | Irlande           | 1-1      |      |        | Eliminatoires Euro 2016                             | Entrée en jeu à la place de Lukas Podolski à la 46e minute   |
| 6     | 8 octobre 2015     | Aviva Stadium, Dublin, Irlande                  | Irlande           | 1-0      |      |        | Eliminatoires Euro 2016                             | Titulaire et remplacé par Karim Bellarabi à la 77e minute    |
| 7     | 11 octobre 2015    | Red Bull Arena , Leipzig, Allemagne             | Géorgie           | 2-1      |      |        | Eliminatoires Euro 2016                             | Titulaire                                                    |
| 8     | 13 novembre 2015   | Stade de France, Saint-Denis , France           | France            | 2-0      |      |        | Match amical                                        | Titulaire et remplacé par Kevin Volland à la 79e minute      |
| 9     | 29 mars 2016       | Allianz Arena, Munich, Allemagne                | Italie            | 4-1      |      |        | Match amical                                        | Entrée en jeu à la place de Jonas Hector à la 85e minute     |
| 10    | 6 juin 2017        | Brøndby Stadion, Brøndby, Danemark              | Danemark          | 1-1      |      |        | Match amical                                        | Titulaire et remplacé par Amin Younes à la 66e minute        |
| 11    | 22 juin 2017       | Kazan Arena, Kazan, Russie                      | Chili             | 1-1      |      |        | Coupe des confédérations 2017                       | Titulaire                                                    |
| 12    | 25 juin 2017       | Stade Ficht, Sotchi, Russie                     | Cameroun          | 3-1      |      |        | Coupe des confédérations 2017                       | Titulaire                                                    |
| 13    | 29 juin 2017       | Stade Ficht, Sotchi, Russie                     | Mexique           | 4-1      |      |        | Coupe des confédérations 2017                       | Titulaire                                                    |
| 14    | 2 juillet 2017     | Gazprom Arena, Saint-Pétersbourg, Russie        | Chili             | 1-0      |      |        | Coupe des confédérations 2017                       | Titulaire                                                    |
| 15    | 1er septembre 2017 | Eden Aréna, Prague, Tchéquie                    | Tchéquie          | 1-2      |      |        | Coupe du monde 2018-Qualifications                  | Titulaire                                                    |
| 16    | 8 octobre 2017     | Fritz-Walter-Stadion, Kaiserslautern, Allemagne | Azerbaïdjan       | 5-1      |      | 1      | Coupe du monde 2018-Qualifications                  | Entrée en jeu à la place de Shkodran Mustafi à la 36e minute |
| 17    | 10 novembre 2017   | Stade de Wembley, Londres, Angleterre           | Angleterre        | 0-0      |      |        | Match amical                                        | Titulaire                                                    |
| 18    | 8 juin 2018        | BayArena, Leverkusen, Allemagne                 | Arabie saoudite   | 2-1      |      |        | Match amical                                        | Entrée en jeu à la place de Joshua Kimmich à la 81e minute   |
| 19    | 6 septembre 2018   | Allianz Arena, Munich, Allemagne                | France            | 0-0      |      |        | Ligue des nations 2018-2019                         | Titulaire                                                    |
| 20    | 9 septembre 2018   | Rhein-Neckar-Arena, Sinsheim,Allemagne          | Pérou             | 2-1      |      |        | Match amical                                        | Titulaire et remplacé par Thilo Kehrer à la 72e minute       |
| 21    | 13 octobre 2018    | Johan Cruyff Arena, Amsterdam, Pays-Bas         | Pays-Bas          | 3-0      |      |        | Ligue des nations 2018-2019                         | Titulaire                                                    |
| 22    | 16 octobre 2018    | Stade de France, Saint-Denis , France           | France            | 2-1      |      |        | Ligue des nations 2018-2019                         | Titulaire et remplacé par Julian Brandt à la 83e minute      |
| 23    | 15 novembre 2018   | Red Bull Arena , Leipzig, Allemagne             | Russie            | 3-0      |      |        | Match amical                                        | Titulaire                                                    |
| 24    | 24 mars 2019       | Johan Cruyff Arena, Amsterdam, Pays-Bas         | Pays-Bas          | 2-3      |      |        | Euro 2021-Qualifications                            | Titulaire                                                    |
| 25    | 8 juin 2019        | Borisov Arena, Baryssaw, Biélorussie            | Biélorussie       | 0-2      |      | 1      | Euro 2021-Qualifications                            | Titulaire                                                    |
| 26    | 11 juin 2019       | Opel Arena , Mayence, Allemagne                 | Estonie           | 8-0      |      |        | Euro 2021-Qualifications                            | Titulaire                                                    |
| 27    | 6 septembre 2019   | Volksparkstadion, Hambourg, Allemagne           | Pays-Bas          | 2-4      |      |        | Euro 2021-Qualifications                            | Titulaire et remplacé par Julian Brandt à la 84e minute      |
| 28    | 9 septembre 2019   | Windsor Park, Belfast, Irlande du Nord          | Irlande du Nord   | 0-2      |      |        | Euro 2021-Qualifications                            | Titulaire et remplacé par Jonathan Tah à la 40e minute       |
| 29    | 16 novembre 2019   | Borussia-Park, Mönchengladbach, Allemagne       | Biélorussie       | 4-0      | 1    | 1      | Euro 2021-Qualifications                            | Titulaire et buteur                                          |
| 30    | 3 septembre 2020   | Mercedes-Benz Arena, Stuttgart, Allemagne       | Espagne           | 1-1      |      |        | Ligue des nations 2020-2021                         | Entrée en jeu à la place de Leroy Sané à la 62e minute       |
| 31    | 6 septembre 2020   | Parc Saint-Jacques, Bâle, Suisse                | Suisse            | 1-1      |      | 1      | Ligue des nations 2020-2021                         | Titulaire                                                    |
| 32    | 10 octobre 2020    | Stade olympique, Kiev, Ukraine                  | Ukraine           | 1-2      | 1    |        | Ligue des nations 2020-2021                         | Titulaire et buteur                                          |
| 33    | 13 octobre 2020    | RheinEnergieStadion, Cologne, Allemagne         | Suisse            | 3-3      |      |        | Ligue des nations 2020-2021                         | Titulaire et remplacé par Emre Can à la 77e minute           |
| 34    | 14 novembre 2020   | Red Bull Arena , Leipzig, Allemagne             | Ukraine           | 3-1      |      | 1      | Ligue des nations 2020-2021                         | Titulaire                                                    |
| 35    | 17 novembre 2020   | Stade olympique de Séville, Séville, Espagne    | Espagne           | 0-6      |      |        | Ligue des nations 2020-2021                         | Titulaire                                                    |
| 36    | 25 mars 2021       | Schauinsland-Reisen-Arena, Duisbourg, Allemagne | Islande           | 3-0      |      |        | Éliminatoires de la Coupe du monde de football 2022 | Titulaire                                                    |
| 37    | 28 mars 2021       | Arena Națională, Bucarest, Roumanie             | Roumanie          | 0-1      |      |        | Éliminatoires de la Coupe du monde de football 2022 | Titulaire                                                    |
| 38    | 31 mars 2021       | Schauinsland-Reisen-Arena, Duisbourg, Allemagne | Macédoine du Nord | 1-2      |      |        | Éliminatoires de la Coupe du monde de football 2022 | Titulaire et remplacé par Jamal Musiala à la 89e minute      |
| 39    | 2 juin 2021        | Tivoli Stadion Tirol, Innsburck, Autriche       | Danemark          | 1-1      |      |        | match amical                                        | Titulaire                                                    |
| 40    | 7 juin 2021        | Merkur Spiel-Arena, Düsseldorf, Allemagne       | Lettonie          | 7-1      |      |        | match amical                                        | Titulaire                                                    |
| 41    | 15 juin 2021       | Allianz Arena, Munich, Allemagne                | France            | 0-1      |      |        | Euro 2020                                           | Titulaire et remplacé par Emre Can à la 87e minute           |
| 42    | 19 juin 2021       | Allianz Arena, Munich, Allemagne                | Portugal          | 4-2      |      |        | Euro 2020                                           | Titulaire                                                    |
| 43    | 23 juin 2021       | Allianz Arena, Munich, Allemagne                | Hongrie           | 2-2      |      |        | Euro 2020                                           | Titulaire                                                    |
| 44    | 29 juin 2021       | Stade de Wembley, Londres, Angleterre           | Angleterre        | 0-2      |      |        | Euro 2020                                           | Titulaire et remplacé par Emre Can à la 87e minute           |
| 45    | 11 novembre 2021   | Volkswagen-Arena, Wolfsburg, Allemagne          | Liechtenstein     | 9-0      |      |        | Éliminatoires de la Coupe du monde de football 2022 | Entrée en jeu à la place de Thilo Kehrer à la 72éme linute   |
| 46    | 14 novembre 2021   | Stade Hrazdan, Erevan, Arménie                  | Arménie           | 1-4      |      |        | Éliminatoires de la Coupe du monde de football 2022 | Titulaire                                                    |
| 47    | 16 novembre 2022   | Sultan Qaboos Sports Complex, Mascate, Oman     | Oman              | 0-1      |      |        | match amical                                        | Titulaire et remplacé par Nico Schlotterbeck à la 46e minute |
| 48    | 1 décembre 2022    | Stade Al-Bayt, Al-Khor, Qatar                   | Costa Rica        | 2-4      |      |        | Coupe du monde 2022                                 | Entrée en jeu à la place de Niklas Süle à la 90éme linute    |
| 49    | 25 mars 2023       | Coface Arena, Mayence, Allemagne                | Pérou             | 2-0      |      |        | match amical                                        | Titulaire                                                    |
| 50    | 28 mars 2023       | RheinEnergieStadion, Cologne, Allemagne         | Belgique          | 2-3      |      |        | match amical                                        | Titulaire                                                    |
| 51    | 12 juin 2023       | Weserstadion, Brême, Allemagne                  | Ukraine           | 3-3      |      |        | match amical                                        | Titulaire                                                    |
| Total | 51                 |                                                 |                   |          | 2    | 5      |                                                     |                                                              |

Liste des buts internationaux
|   | Date             | Lieu                                      | Adversaire  | Score | Résultat | Compétition                 | Sélection | Note                                                                         |
| - | ---------------- | ----------------------------------------- | ----------- | ----- | -------- | --------------------------- | --------- | ---------------------------------------------------------------------------- |
| 1 | 16 novembre 2019 | Borussia-Park, Mönchengladbach, Allemagne | Biélorussie | 1-0   | 4-0      | Eliminatoire Euro 2020      | 29        | But du pied droit à la 41e minute sur une passe dècisive de Serge Gnabry     |
| 2 | 10 octobre 2020  | Stade olympique , Kiev, Ukraine           | Ukraine     | 0-1   | 1-2      | Ligue des nations 2020-2021 | 32        | But du pied droit à la 20éme minute sur une passe décisive d'Antonio Rüdiger |

Statistique en équipe nationale
| Sélection | Année | Match | Buts |
| --------- | ----- | ----- | ---- |
| Allemagne | 2014  | 5     | 0    |
| Allemagne | 2015  | 3     | 0    |
| Allemagne | 2016  | 1     | 0    |
| Allemagne | 2017  | 8     | 0    |
| Allemagne | 2018  | 6     | 0    |
| Allemagne | 2019  | 6     | 1    |
| Allemagne | 2020  | 6     | 1    |
| Allemagne | 2021  | 11    | 0    |
| Allemagne | 2022  | 2     | 0    |
| Allemagne | 2023  | 3     | 0    |
| Total     |       | 51    | 2    |